# Agata Babicz
Pour les articles homonymes, voir Wilk.
Agata Babicz (née Wilk le 16 mars 1986 à Mielec) est une joueuse de volley-ball polonaise. Elle mesure 1,71 m et joue au poste de réceptionneuse-attaquante. Sa sœur Dorota Wilk est également joueuse de volley-ball.

## Clubs
| Club                       | De        | À         |
| -------------------------- | --------- | --------- |
| KPSK Stal Mielec           | 2003-2004 | 2011-2012 |
| Jedynka Aleksandrów Łódzki | 2012-2013 | 2012-2013 |
| PTPS Piła                  | 2013-2014 | 2017-2018 |
| Budowlani Łódź             | 2018-2019 | …         |

## Palmarès
- Supercoupe de Pologne
  - Vainqueur : 2018.
- Championnat de Pologne
  - Finaliste : 2019.